# Đường thẳng Newton

E, K, F nằm trên đường thẳng Newton của tứ giác ABCD

Trong hình học phẳng đường thẳng Newton là một đường thẳng đi qua hai trung điểm của hai đoạn thẳng nối hai cặp đỉnh đối diện trong một tứ giác mà hai cặp cạnh đối diện không đồng thời song song.
Đường thẳng Newton cũng đi qua giao điểm của đường thẳng nối trung điểm của hai cặp cạnh đối diện. Nếu tứ giác ngoại tiếp thì đường thẳng Newton đi qua tâm của đường tròn nội tiếp tứ giác.